# جانی واکر
جانی واکر (به انگلیسی: Johnnie Walker) نام یک برند باکیفیت ویسکی است که توسط شرکت بریتانیایی دیاجیو تولید می‌شود. برند جانی واکر در کشور اسکاتلند تولید می‌شود.

## محیط زیست
در ژوئیه ۲۰۲۰ شرکت دیاجیو اعلام کرد که می‌خواهد از سال ۲۰۲۱ (میلادی) برای کمک به حفاظت محیط زیست و تسهیل دور اندازی بطری‌ها، ۴ تولید جانی واکر را (به صورت آزمایشی) در بطری‌های کاغذی عرضه کند. این بطری‌ها از خمیر چوب ساخته می‌شوند و کاملا قابل بازیافت هستند.

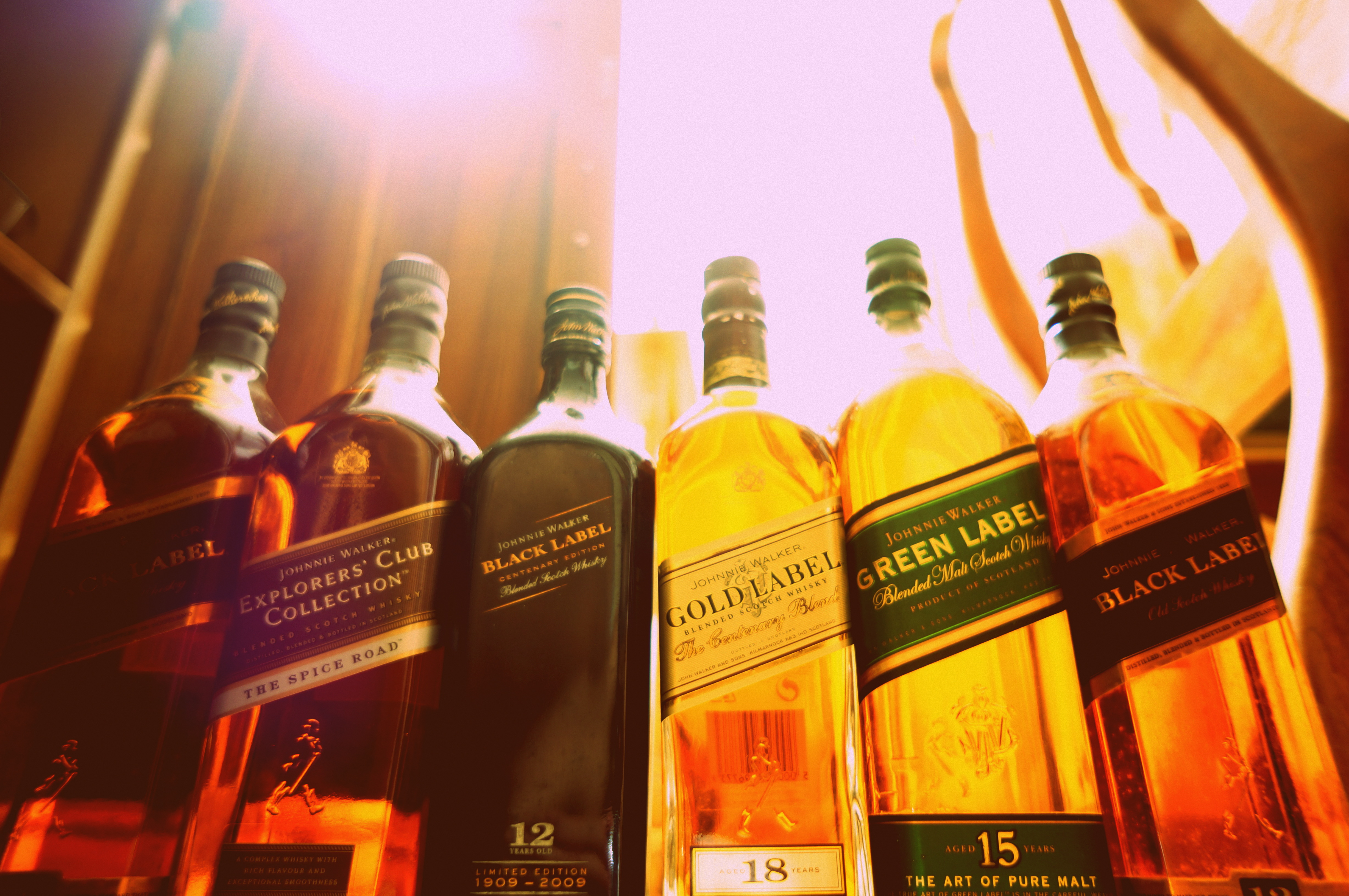
چند بطری ویسکی جانی واکر

شرکت دیاجیو اعلام کرده که  در بسته‌بندی‌های آبجو گینس و ودکای اسمیرنوف از کمتر از ۵ درصد پلاستیک استفاده می‌کند.

## نگارخانه

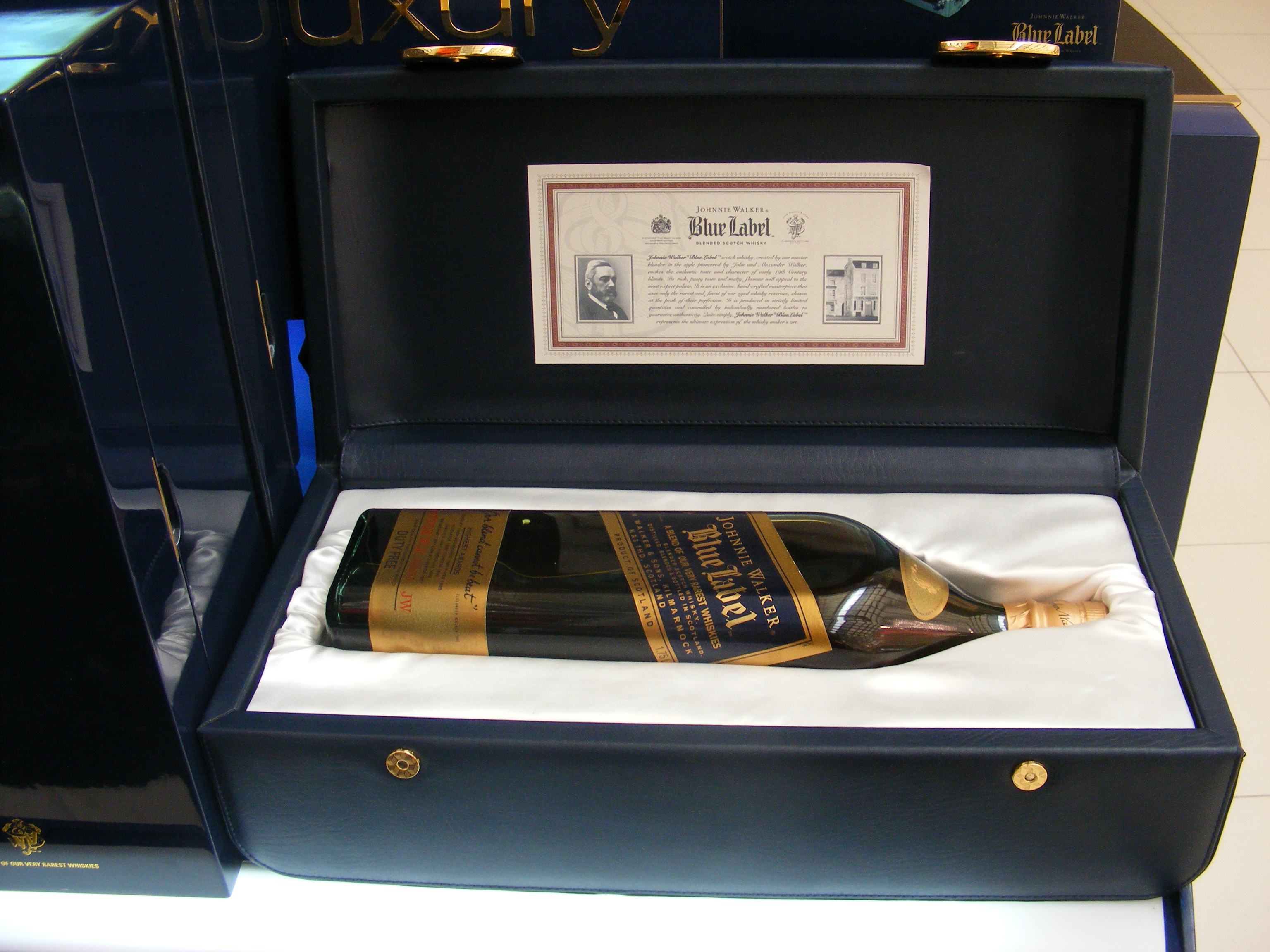
یک بطری ویسکی جانی واکر با جعبه هدیه
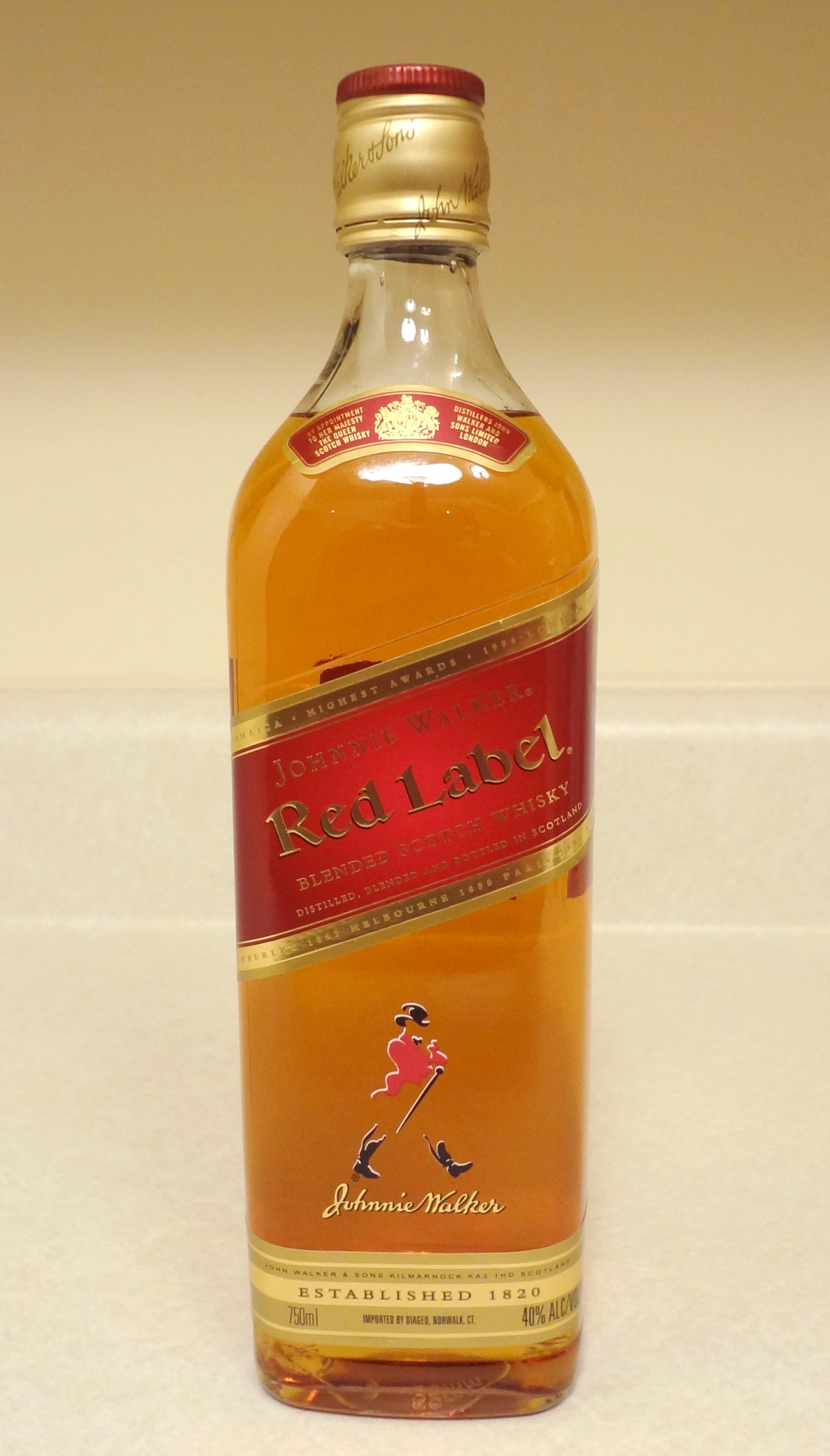
Johnnie Walker Red Label
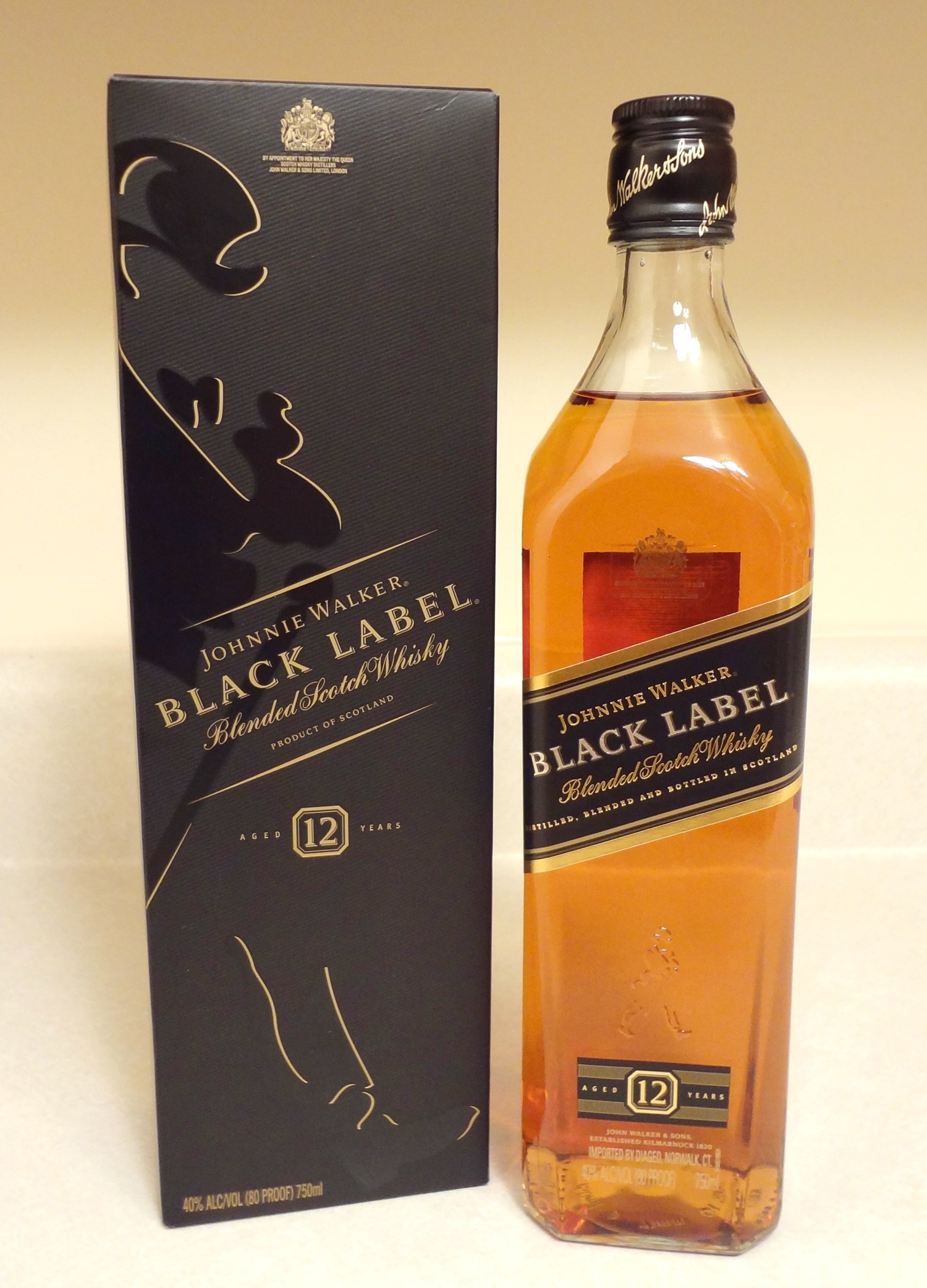
Johnnie Walker Black Label
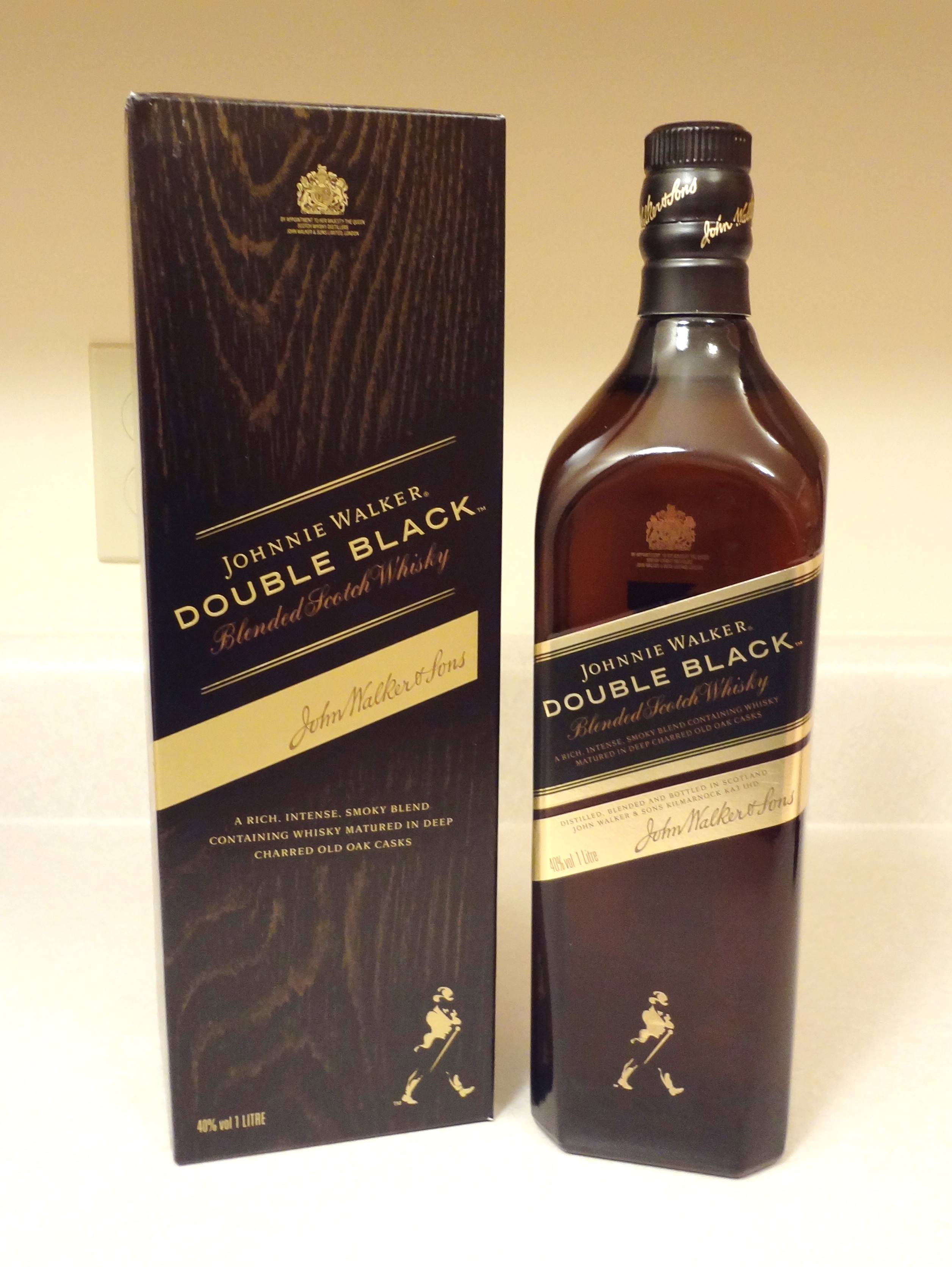
Johnnie Walker Double Black
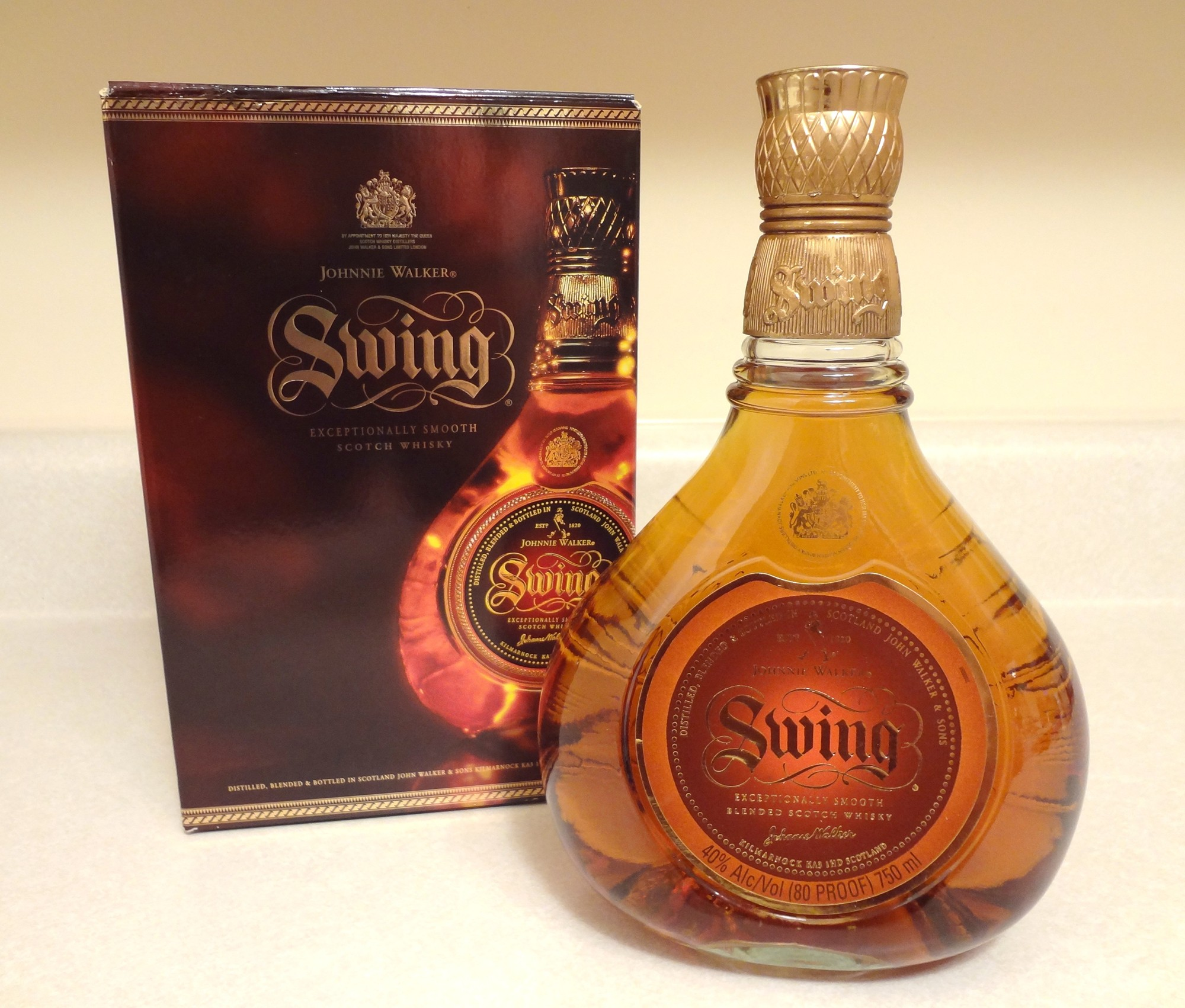
Johnnie Walker Swing
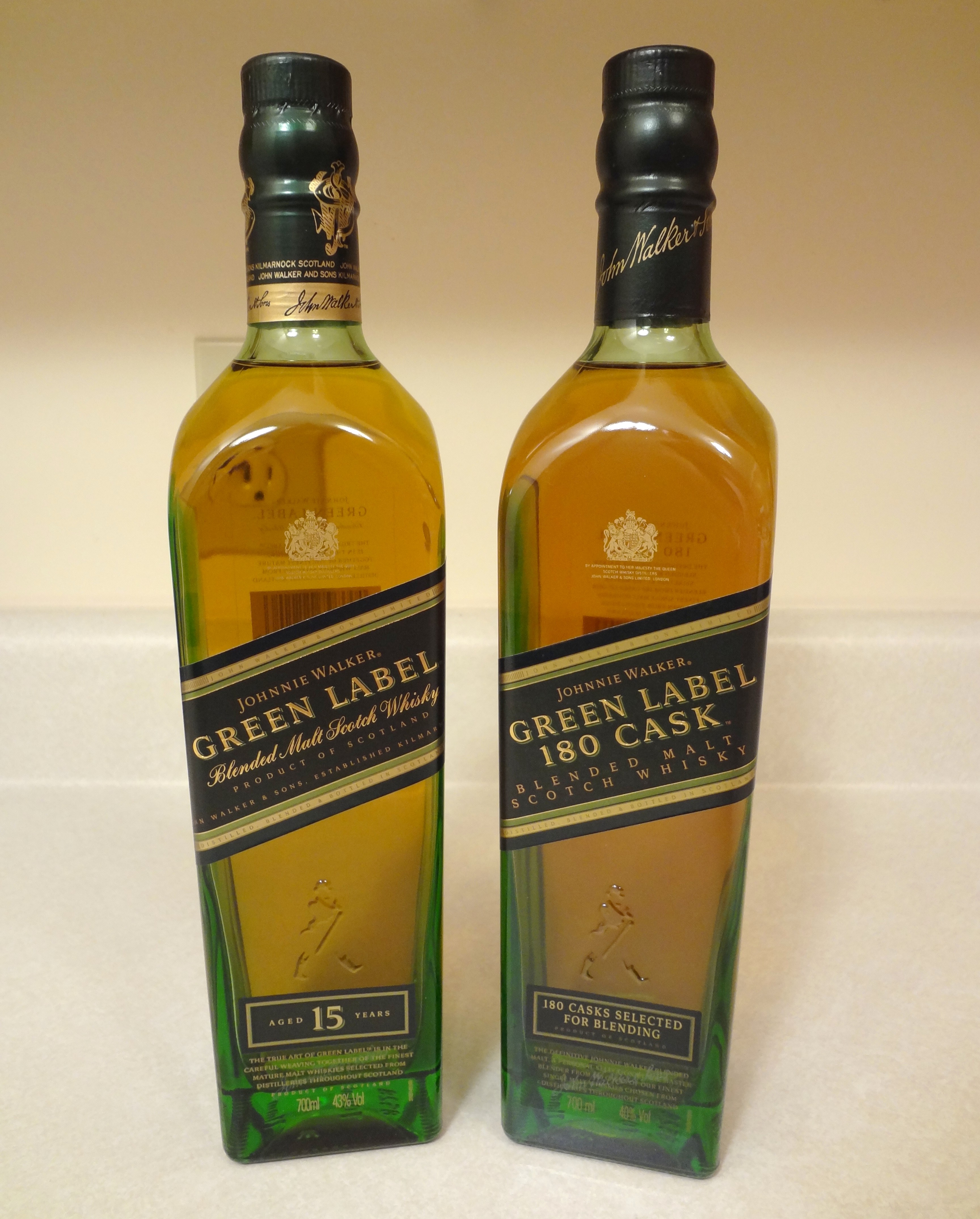
Johnnie Walker Green Label & Green Label 180 Cask
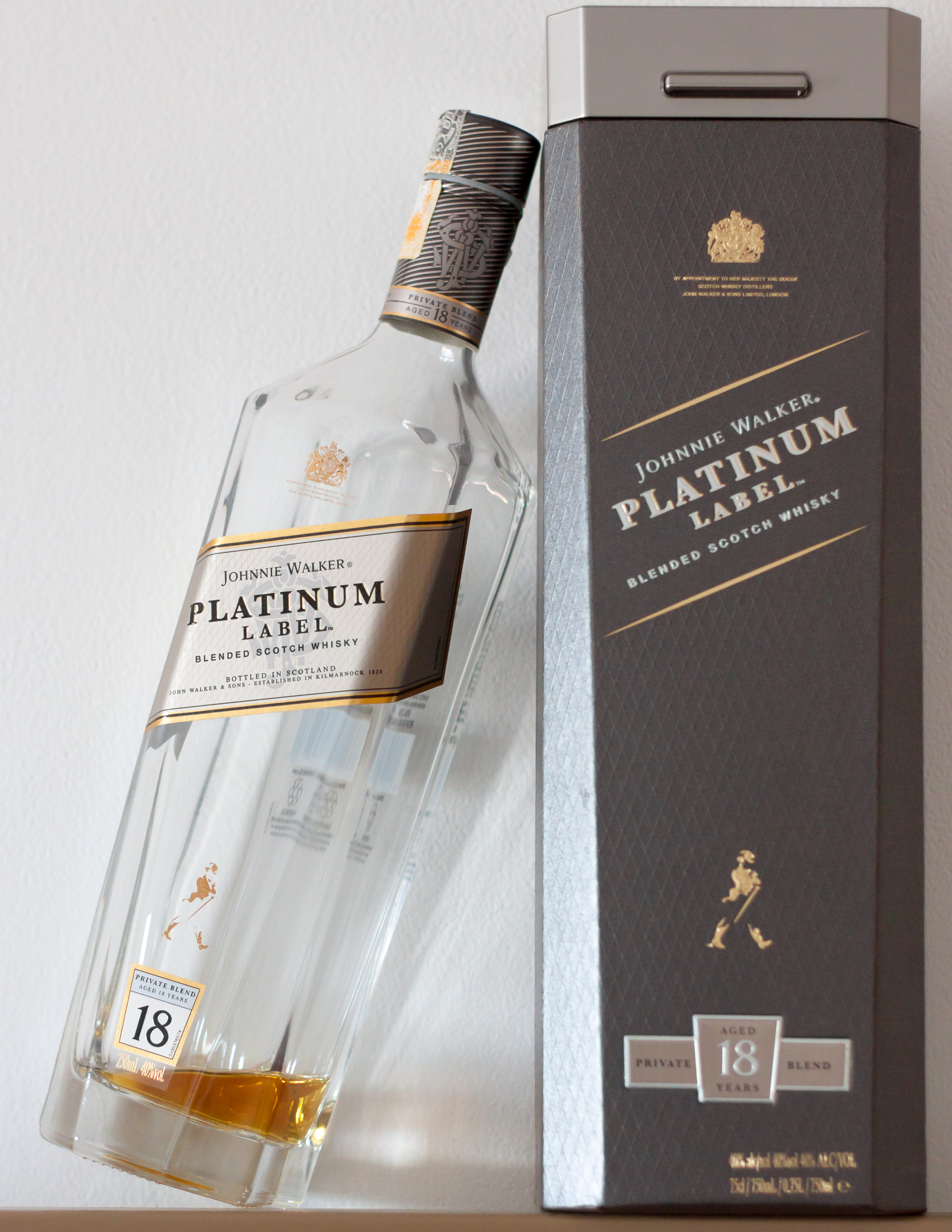
Johnnie Walker Platinum Label
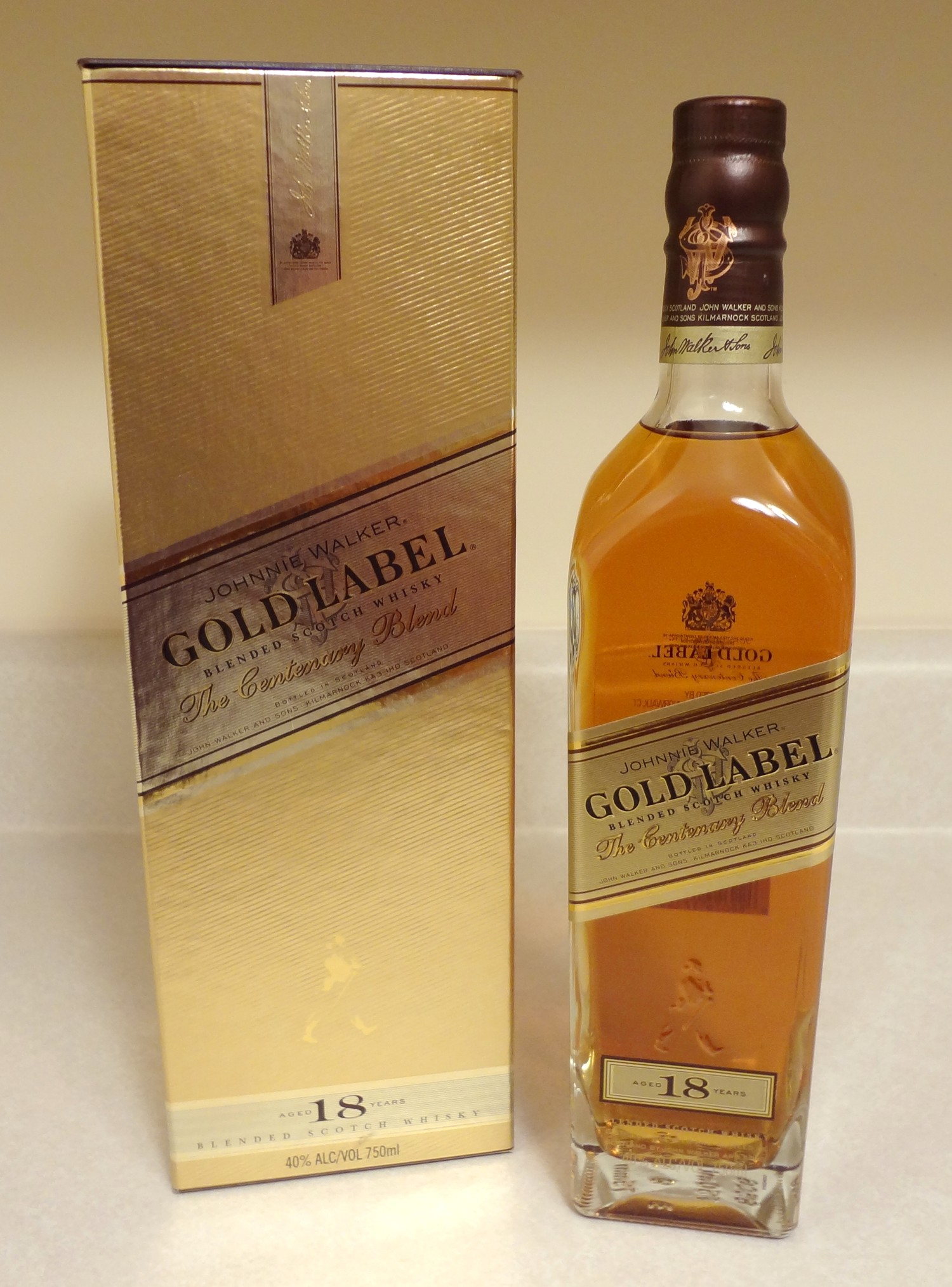
Johnnie Walker Gold Label
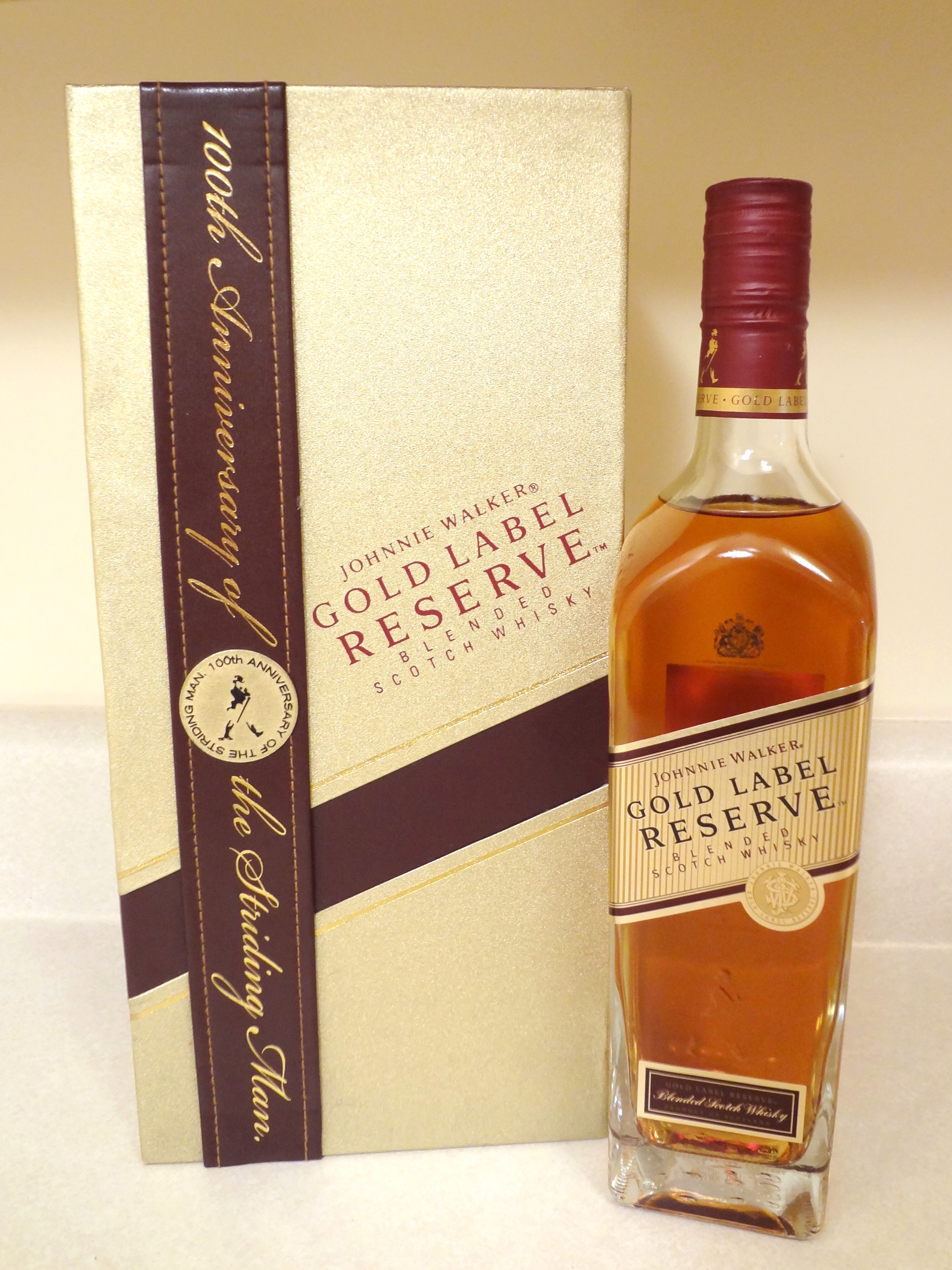
Johnnie Walker Gold Label Reserve
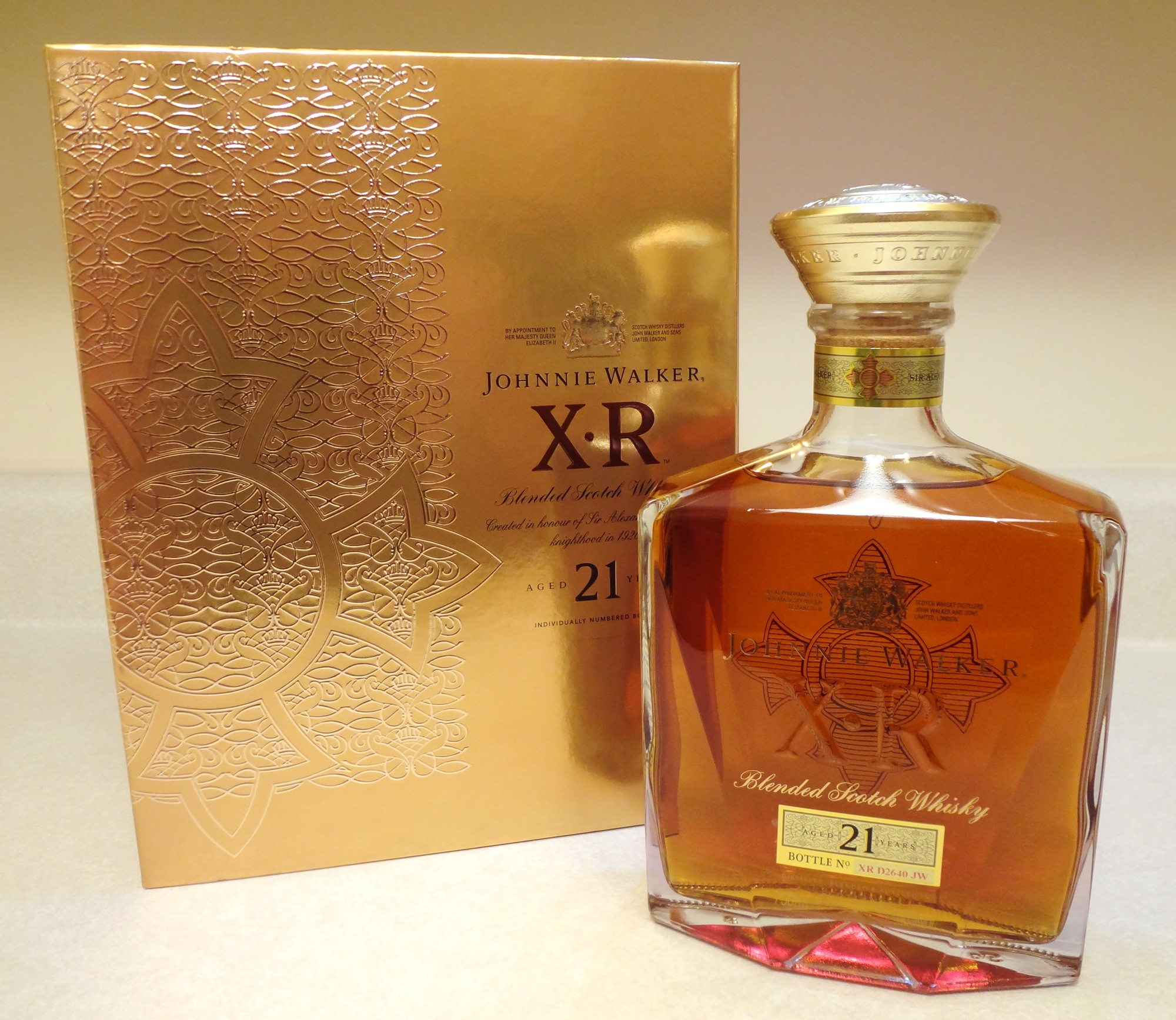
Johnnie Walker XR 21
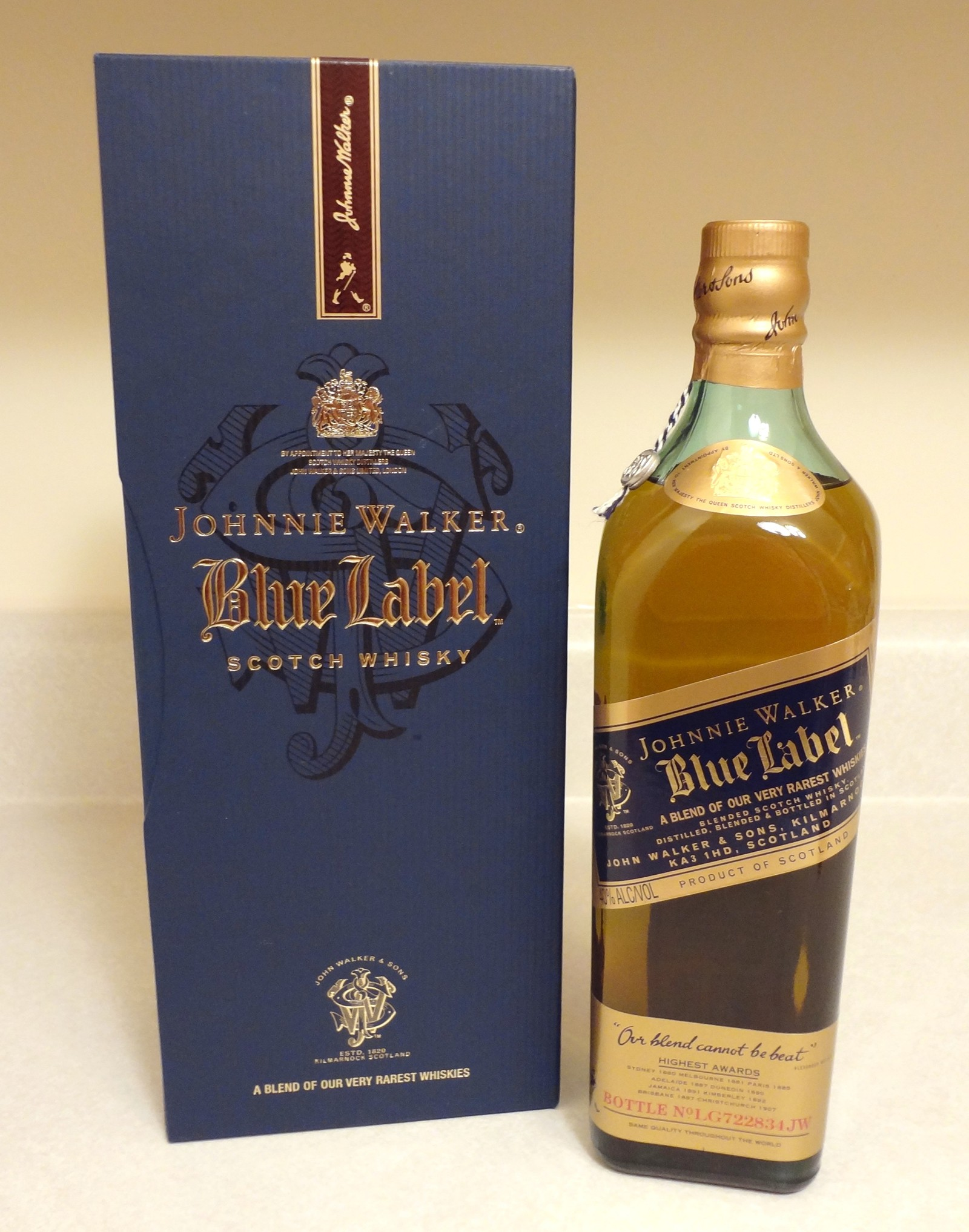
Johnnie Walker Blue Label
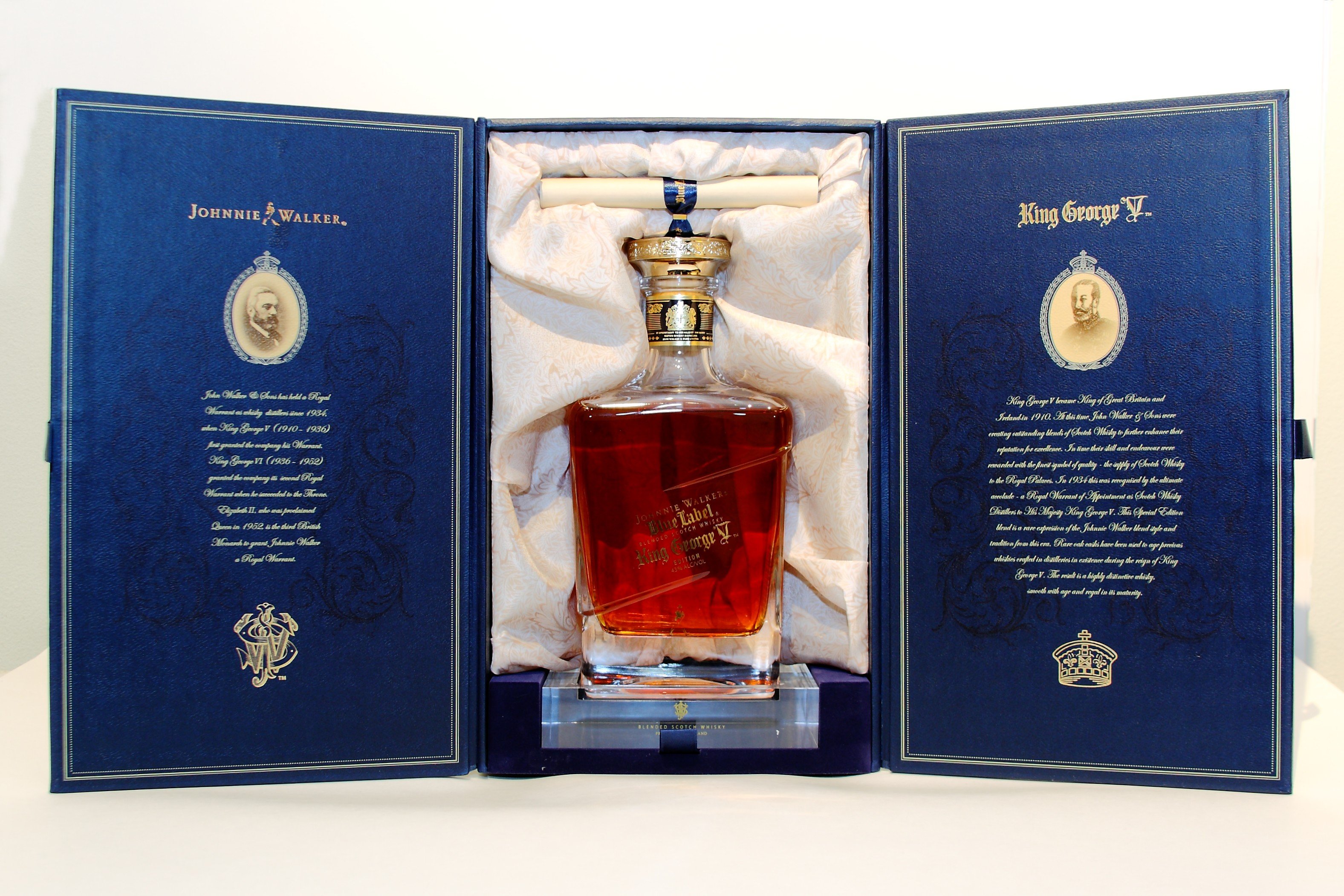
Blue Label King George V Edition